# 伊琳娜·伊戈列芙娜·格拉先科
伊琳娜·伊戈列芙娜·格拉先科（羅馬化：Iryna Ihorivna Herashchenko；1995年3月10日—），乌克兰女子田径运动员，2021年欧洲室内田径锦标赛女子跳高银牌得主、2024年欧洲田径锦标赛女子跳高铜牌得主、2024年夏季奥林匹克运动会女子跳高铜牌得主。